# Jessica Lu

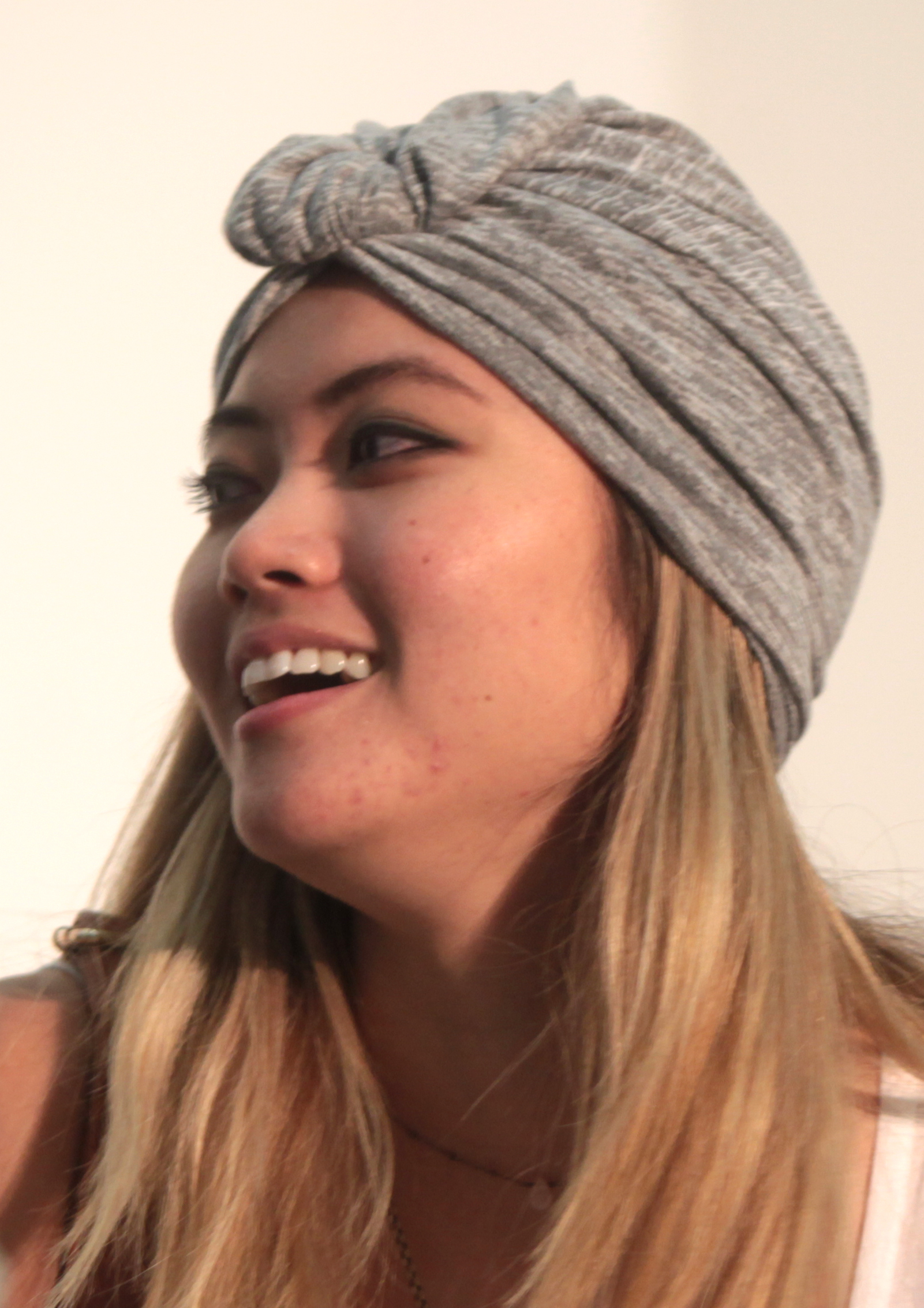
Jessica Lu (2014)

Jessica Lu (* 18. April 1985 in Schaumburg, Illinois) ist eine US-amerikanische Schauspielerin und Model.

## Leben und Karriere
Jessica Lu wuchs mit einem jüngeren Bruder in Schaumburg auf. Sie besuchte die Hanover Highlands Elementary School in Hanover Park in Illinois, die Robert Frost Junior High und die James B. Conant High School in Hoffman Estates. Sie besuchte das Columbia College in Chicago, welches sie in Musical Theatre Performance abschloss.
Während ihres Studiums am College spielte sie verschiedene Hauptrollen, unter anderem in dem Musical Flower Drum Song. Erste Fernsehauftritte hatte sie 2009 in Life, 90210 und CSI: Vegas. Von 2011 bis 2013 spielte sie die Ming Huang in der MTV-Jugendserie Awkward – Mein sogenanntes Leben.
Sie hat des Weiteren schon für McDonald’s, Samsung und Ford gemodelt.

## Filmografie (Auswahl)
- 2009: Life (Fernsehserie, Folge 2x13)
- 2009: 90210 (Fernsehserie, Folge 1x21)
- 2009: CSI: Vegas (CSI: Crime Scene Investigation, Fernsehserie, Folge 10x09)
- 2010: Law & Order: LA (Fernsehserie, Folge 1x01)
- 2011–2013: Awkward – Mein sogenanntes Leben (Awkward., Fernsehserie, 33 Folgen)
- 2012: The New Normal (Fernsehserie, Folge 1x01)
- 2013–2014: Storytellers (Fernsehserie, 6 Folgen)
- 2015: Two and a Half Men (Fernsehserie, Folge 12x06)
- 2015–2016: American Horror Story (Fernsehserie, 2 Folgen)
- 2018: Reverie (Fernsehserie, 10 Folgen)
- 2019: 64 Minutes – Wettlauf gegen die Zeit (Line of Duty)
- 2019–2020: God Friended Me (Fernsehserie, 8 Folgen)